# ليو مارتيلو
ليو مارتيلو (بالإنجليزية: Leo Martello) (من مواليد 26 سبتمبر 1930 - 29 يونيو 2000) كاهن أمريكي في ديانة ويكا وناشط في مجال حقوق المثليين ومؤلف. كان عضوًا مؤسسًا في ستريغيريا، وهي شكل من أشكال الحركة الدينية الجديدة الوثنية الحديثة لويكا والتي اعتمدت على تراثه الإيطالي. خلال حياته، نشر عددًا من الكتب حول مواضيع باطنية مثل ديانة الويكا وعلم التنجيم وأوراق التاروت.
وُلِد مارتيلو لعائلة أمريكية إيطالية من الطبقة العاملة في دودلي بولاية ماساتشوستس، ونشأ كاثوليكيًا رومانيًا على الرغم من اهتمامه بالباطنية عندما كان مراهقًا. ادعى فيما بعد أنه عندما كان في عمر 21، بدأه أقاربه في تقليد السحر الموروث عن أسلافهم الصقليين؛ وهذا يتعارض مع الأقوال الأخرى التي أدلى بها، ولا يوجد دليل مستقل يدعم ادعاءه. خلال الخمسينيات من القرن الماضي، كان مقره في مدينة نيويورك، حيث عمل برسم الخط وأخصائي تنويم مغناطيسي. بعد أن بدأ في نشر كتب عن مواضيع خارجة عن المألوف في أوائل الستينيات، بدأ في التعريف عن نفسه علنًا باسم ويكان في عام 1969، وذكر أنه كان متورطًا مع سحرة نيويورك.
بعد أعمال شغب ستونوول عام 1969، شارك مارتيلو - وهو رجل مثلي الجنس - في نشاط حقوق المثليين، وأصبح عضوًا في جبهة تحرير المثليين (جي إل إف). ترك الجبهة بعد انقسام داخلي، وأصبح عضوًا مؤسسًا في تحالف الناشطين المثليين (جي إيه إيه) وأصبح كاتب عمود منتظم تحت عنوان «الساحر المثلي»، لصحيفتها. في عام 1970، أسس منظمة ويتشز إنترناشيونال كرافت أسوسييتز (ويكا) كمنظمة للتواصل مع أتباع ديانة الويكا، ونُظمت تحت رعايتها «ويتش إن» التي أقيمت في سنترال بارك في عيد الهالوين عام 1970، على الرغم من معارضة إدارة حدائق مدينة نيويورك. من أجل حملته من أجل الحقوق المدنية للويكا، أسس مارتيلو رابطة السحرة لمكافحة التشهير، والتي أعيدت تسميتها لاحقًا بشبكة تعليم الأديان البديلة. في عام 1973، زار إنجلترا، حيث بدأ بممارسة تقليد ويكا غاردنيرية تحت إشراف الكاهنة العليا باتريشيا كروثر. واصل ممارسة الويكا في التسعينيات، عندما تراجع عن الحياة العامة، واستسلم في النهاية للسرطان في عام 2000.

## النشاط العام

### تحرير مثليّ الجنس: 1969 – 70
في يوليو عام 1969، حضر مارتيلو اجتماعًا مفتوحًا لفرع جمعية ماتاشين في نيويورك. شعر بالفزع من رد فعل الجمعية السلبي على أعمال الشغب في ستونوول، وانتقد هؤلاء المثليين من الجمهور الذين قبلوا تصنيف المثلية الجنسية على أنها مرض عقلي، واتهمهم بأنهم يكرهون أنفسهم. شرع مارتيلو في نشر أفكاره في مقال ذكر فيه أن «المثلية الجنسية ليست مشكلة في حد ذاتها. المشكلة هي موقف المجتمع تجاهها». هؤلاء النشطاء في مجال حقوق المثليين الذين رفضوا نهج جمعية ماتاشين والذين فضلوا موقف المواجهة ضد الشرطة والسلطات أسسوا جبهة تحرير المثليين (جي إل إف)، مع انتخاب مارتيلو الوسيط الأول للمجموعة. أيّد مارتيلو موقف الجبهة الذي أدان «هذه المؤامرة الرأسمالية الفاسدة والقذرة والحقيرة والفاسدة» التي هيمنت على المجتمع الأمريكي، وتطوع لكتابة مقالات للنشرة الإخبارية للمجموعة بعنوان كوم آوت! وللصحافة الأوسع نطاقًا. شارك في حملة الجبهة ضد قرار صحيفة ذا فيليج فويس بحظر كلمة «غاي» من الإعلانات؛ فضّلت الصحيفة مصطلح «هوموفيل» الذي استخدمته أيضًا جمعية ماتاشين. رغبةً في الانفصال عن منظمات تحرير المثليين السابقة، تبنّت الجبهة مصطلح «غاي» إذ رفض مارتيلو كلمة «هوموفيل» باعتبارها تبدو وكأنها مبرد أظافر للمثليين جنسيًا.
تم تنظيم الجبهة حول نظام من الإجماع الفوضوي، ما جعل من الصعب على المجموعة التوصل إلى استنتاجات حول أي قضية، وأصبحت الحجج الساخنة شائعة في اجتماعاتها. في نوفمبر عام 1969، صوّت أعضاء المجموعة لتقديم الدعم السياسي والمالي لحزب الفهود السود، وهي مجموعة يسارية أمريكية من أصل أفريقي مسلحة. كان هذا مثيرًا للجدل بشدة بين أعضاء الجبهة، نظرًا للطبيعة المعادية للمثليين من قِبَل الحزب، ما أدى إلى انسحاب العديد من كبار الأعضاء، بما في ذلك مارتيلو وآرثر إيفانز وآرثر بيل وليغ كلارك وجاك نيكولس. في ذلك الشهر، تمت دعوة مارتيلو إلى اجتماع خاص لأعضاء الجبهة الساخطين ما أدى إلى تشكيل تحالف الناشطين المثليين (جي إيه إيه). على الرغم من استمرار تركيز الجبهة على اتباع نهج المواجهة تجاه المجتمع والسلطة الأمريكية التقليدية، كانت المجموعة أكثر تنظيمًا وهيكلية وركزت حصريًا على الحصول على حقوق متساوية للمثليين والمثليات. وافق رجل الأعمال آل غولدشتاين على استثمار 25000 دولار في مشروع التحالف الجديد بإنشاء صحيفة لمجتمع المثليين في البلاد. تم إطلاقها في ديسمبر عام 1969 باسم غاي وسرعان ما وصل عدد قرائها إلى 25000. ساهم مارتيلو بكتابة عمود منتظم يُعرف باسم «الساحر المثلي» إذ وصل إلى أوسع جمهور له حتى الآن، وقام بتأليف مجموعة متنوعة من المقالات الأخرى ظهر فيها الاسم ذاته.